# En tiempos del tío Roberto
En tiempos del tío Roberto, también conocido como En los tiempos de Don Robert, es el trigésimo octavo y último álbum oficial en estudio a la fecha, del cantautor chileno Ángel Parra como solista, lanzado en 2009 por el sello Chile Profundo.
El disco es un álbum tributo a su tío el cantautor Roberto Parra Sandoval, incluye temas populares del Chile de la primera mitad del siglo XX, y en su interpretación Ángel está compañado de su hijo Ángel Parra Orrego además de otros músicos.

## Lista de canciones
| En tiempos del tío Roberto |                                                      |                                           |          |  |
| N.º                        | Título                                               | Música                                    | Duración |  |
| 1.                         | «Corazón de bandido»                                 | Críspulo Gándara                          |          |  |
| 2.                         | «Dónde estás, prenda querida»                        | tradicional chilena                       |          |  |
| 3.                         | «Escoria humana»                                     | Arturo Vázquez                            |          |  |
| 4.                         | «Vírgenes del Sol»                                   | Jorge Bravo                               |          |  |
| 5.                         | «Allá en la pampa argentina»                         | tradicional chilena                       |          |  |
| 6.                         | «La pobre loca»                                      | Críspulo Gándara                          |          |  |
| 7.                         | «Pequeña flor»                                       | Fernand Bonifay, Mario Bua, Sidney Bechet |          |  |
| 8.                         | «Por esta calle a lo largo»                          | tradicional chilena                       |          |  |
| 9.                         | «Por pasármelo toman...» (o «Por pasármelo tomando») | Violeta Parra                             |          |  |
| 10.                        | «Dame de tu pelo rubio»                              | tradicional chilena                       |          |  |
| 11.                        | «Para qué me casaría» (o «Yo soy la recién casada»)  | tradicional chilena                       |          |  |
| 12.                        | «En el ritual de San Pedro»                          | Ángel Parra, tradicional                  |          |  |

## Créditos
- Ángel Parra
- Ángel Parra Orrego